# Loup solitaire (jeu de rôle)
Trois jeux de rôle ont été publiés pour l'univers des livres-jeu Loup Solitaire :
- Lone Wolf d'August Hahn, publié en 2004 par Mongoose Publishing, et publié en français par Le Grimoire sous le titre Loup Solitaire ;
- Lone Wolf Multiplayer Gamebook de Joe Dever, Darren Pearce et Matthew Sprange, publié en 2010 par Mongoose Publishing et non traduit en français, mais au développement duquel participe l'éditeur français Scriptarium ;
- Lone Wolf Adventure Game de Joe Dever, August Hahn, Vincent Lazzari, Richard Harrison, Gary Astleford et Andrew Kenrick, publié en 2015.

## Loup Solitaire (Lone Wolf)
Le jeu de rôle se passe environ 50 ans avant le premier livre-jeu, Les maîtres des ténèbres (Flight From the Dark), et a été développé par August Hahn.

### Règles du jeu
Il s'agit d'un jeu dérivé du d20 system, et édité sous licence ludique libre.
Par rapport au d20 system, le joueur ne peut pas choisir son peuple (race), celui-ci est imposé par la classe. Les points de vie sont appelés endurance.
Les disciplines Kaï et Magnakaï des seigneurs Kaï sont considérées comme des dons (feats), mis à part que le personnage en acquiert une à chaque niveau (elles ne sont pas « achetée » au changement de niveau, le joueur en choisit une au choix). De même, les sorts et pouvoirs des magiciens, quelle que soit leur dénomination selon la classe, sont acquis comme des dons ; la gestion des sorts ne fait donc pas intervenir de livre de sort. Cela s'applique pour les magiciens de la Guilde de Toran (Fraternité de l'Étoile de cristal) — brotherhood spells et words of power —, pour les magiciens du Dessi — elder art —, pour les druides de Cener — spiral's curse —, les Majdar (Shianti) — elder arts —…
Certaines classes de magicien ont une caractéristique supplémentaire, la « puissance de la volonté » (willpower). Selon la classe, cette caractéristique peut être acquise au premier niveau (comme les sorciers Majdar ou les magiciens de Dessi) ou à un niveau plus élevé (8e niveau pour les druides de Cener). Cette caractéristique limite la capacité à lancer des sorts, soit en étant la source de la magie (Majdar, magicien de Dessi), soit en manifestant l'épuisement mental du magicien (druides de Cener). La réussite d'un sort peut être automatique (la cible pouvant tout de même avoir un jet de sauvegarde), ou bien nécessiter la réussite d'un jet (par exemple jet d'occultisme pour les magiciens de la Fraternité de l'Étoile de cristal et les druides de Cener). 
Il n'y a que quatre allégeances (alignements), appelés « Bien » ou « Mal », « Équilibre » et « Non aligné » (ce dernier étant surtout réservé aux plantes et animaux).
L'éditeur français, Le Grimoire, a ajouté un système de règles simplifié et reprenant les règles des livres-jeu, appelé Système héroïque. Il ne permet de jouer que des seigneurs Kaï.

### Ouvrages
1. The Lone Wolf RPG : le livre de base
2. The Darklands : supplément
3. Magic of Magnamund : supplément
4. Dawn of Destruction : supplément

Lone Wolf utilise l'OGL System, un système de jeu à classes et niveaux utilisant des compétences. Il s'agit d'une simplification du D20 system.
Détails de l'édition française (Le Grimoire) :
L’Encyclopédie du Monde — livre au format A4 (2007)
Ouvrage de base du jeu de rôle, traduction de Lone Wolf: The Roleplaying Game (Mongoose Publishing, 2006). L'équipe de traduction, composée d'amateurs fans de l'univers, a ajouté un système de règles inspiré de celui des livres-jeux, appelé « système héroïque ».
Certaines personnes ont été amenées à croire que le numéro 21 que porte ce livre est une prétention à être le 21e tome de la série de livres-jeux. En fait il s’agit du 21e ouvrage publié par Le Grimoire.
Le Grimoire du Magnamund — livre au format A4 (2009)
Ce second volume, paru en juin 2009, rassemble la traduction française de the Darklands et Magic of Magnamund. Une troisième partie de l’ouvrage, « Au Royaume du Soleil », est de création française, on y retrouve une description détaillée du Monastère Kaï, la Secte de Vonotar, et deux aventures originales : le Sceptre d'Ishir et Meurtres au Monastère. Figurent également au supplément les classes d'Archer de Toran et du Vagabond, et les descriptions de personnages clés du Magnamund (dont Astre d'Or)
Le livre de règles — livre au format A4 (2010)
Ce troisième volume, paru en juin 2010, est une nouvelle édition de l'Encyclopédie du monde, à laquelle a été ajouté la description d'Holmgard (cette version d'Holmgard ne correspond pas à la dernière version en date du supplément Sommerlund VO, car la taverne du Prince Fedor, le quartier des guildes et la nouvelle version de la carte sont manquants dans cette VF). Ce supplément permet de jouer avec l'OGL ainsi qu'avec le système héroïque. Le Bestiaire est absent dans cette nouvelle édition, de même qu'une grosse partie de l'Atlas. Une nouvelle édition est parue fin 2011.
Le Livre d'aventure — livre au format A4 (2011)
Ce quatrième livre regroupe la description du Sommerlund (sans Holmgard et la liste des rois du supplément VO) et le bestiaire, complément du précédent volume (et sans la suite de l'encyclopédie de la première édition). On y trouve également deux aventures dont vous êtes le héros. La première, écrite par Joe Dever, est l'aventure de Banedon publiée à l'origine dans le Magnamund Companion, la seconde est Château Akital, écrite par Nic Bonczyk et Joe Dever, est l'aventure incluse en bonus de l'édition par Mongoose du livre-jeu The Darke Crusade (LW15).
Les Héros du Magnamund — livre au format A5 (2013)
Cet ouvrage inclut une traduction de différents ouvrages du Lone Wolf Multiplayer Gamebook de Mongoose Publishing (les classes de personnages de l'ouvrage Heroes of magnamund, 2010, des règles et du contexte  de l'ouvrage Book of the Magnakai, 2011), ainsi que trois aventures solo qui étaient incluses en bonus de l'édition des livres-jeux Lone Wolf (Mongoose Publishing, 2008-2011).
Dans le Livre de règles (2010), le grimoire annonce la parution de traduction d'ouvrages écrits pour le jeu de rôle suivant, Lone Wolf Multiplayer Gamebook :
- Les Pays de la Storn (traduction de Stornlands I) ;
- Le Livre du Magnakai (traduction de The Book of Magnakai).

Ces ouvrages ne paraîtront pas.
Communauté française
La gamme est soutenue en France par de nombreuses créations françaises et/ou traductions du matériel anglais contenu dans Rising Sun ou Signs & Portents.
- Encyclopaedia Magnamunda[1]
- Aides de jeu officielles (téléchargement sur le site du Grimoire)
- Aides de jeu officieuses (téléchargement sur le site du fanzine de Scriptarium, Draco Venturus[2])

## Lone Wolf Multiplayer Gamebook
The Lone Wolf Multiplayer Gamebook est un jeu de rôle de Loup Solitaire paru à la fin du mois de mars 2010. Publiée par Mongoose Publishing, cette version utilise des règles beaucoup plus proches à celles que les joueurs utilisent dans les livres-jeu. Par exemple, les seules statistiques qui seront employées par les joueurs sont l'endurance et l'habileté.

### Ouvrages
Plusieurs suppléments sont parus pour cette mouture. Le jeu n'a pas été traduit en français, bien que des auteurs français, faisant partie de la maison d'édition associative Scriptarium, aient participé à la rédaction d'ouvrages et à leur distribution en France.
- The Lone Wolf Multiplayer Gamebook par Matthew Sprange (mars 2010, livre de base) ;
- Terror of the Darklords par Pete Nash (juin 2010, campagne contre les Seigneurs des Ténèbres) ;
- Heroes of Magnamund par Joe Dever et Matthew Sprange (août 2010, de nouvelles classes) ;
- Sommerlund par Darren Pearce (octobre 2010, sur le Royaume du Sommerlund) ;
- Magnamund Bestiary par Darren Pearce (février 2011, sur le Bestiaire du Magnamund) ;
- The Book of Magnakai par August Hahn (mars 2011, sur les classes avancées) ;
- Corruption of Ikaya par Mark Gedak (mai 2011, la republication de l'aventure publiée dans Signs & Potents avec le nouveau système de jeu) ;
- The Darklands par August Hahn, Vincent Lazzari et Joe Dever (septembre 2011, sur le Royaume des Ténèbres) ;
- Stornlands I par Joe Dever, Vincent Lazzari, Florent Haro, Éric Dubourg, Gérald Degryse et Emmanuel Luc, de l'association Scriptarium (août 2012, sur les pays de la Storn).

D'autres suppléments ont été annoncés sur le site de Mongoose Publishing, mais ne seront jamais publiés. La fin de l'entente entre Joe Dever et Mongoose en mars 2013, ainsi que la reprise des droits pour le développement d'un jeu de rôle de Loup Solitaire par Cubicle 7, a laissé planer un avenir incertain quant à la publication de ces prochains suppléments. Cependant, au cours d'une entrevue accordée en décembre 2013, Joe Dever a confirmé que Cubicle 7 allait rééditer les livres publiés par Mongoose tout en modifiant leur contenu, modifiant certaines règles et en ajoutant des informations qui avaient été enlevées de la première version ; il s'agira en fait d'un nouveau jeu de rôle (voir section suivante). Les suppléments qui avaient été annoncés par Mongoose seront aussi publiés par Cubicle 7. La liste des suppléments annoncés par Mongoose était la suivante :
- Stornlands II par Joe Dever, Vincent Lazzari, Florent Haro, Éric Dubourg, Gérald Degryse et Emmanuel Luc, de l'association Scriptarium (sur les pays de la Storn) ;
- Drakkarim par Joe Dever, Vincent Lazzari, Florent Haro, Éric Dubourg, Gérald Degryse et Emmanuel Luc (sur le peuple des Drakkarim) ;
- The Kai Monastery par Joe Dever, Éric Dubourg, Vincent Lazzari et August Hahn (sur le Monastère Kaï) ;
- Vassagonia sur la Vassagonie ;
- Durenor, sur le pays du même nom.

## Lone Wolf Adventure Game
Le 30 octobre 2013, l'éditeur britannique Cubicle 7 a annoncé la sortie d'un nouveau jeu de rôle, Lone Wolf Adventure Game, comme étant un « développement du Multiplayer Game ». La couverture du livre de base a été présentée le 2 décembre 2013. Le projet passe par un financement participatif lancé le 6 août 2014 sur Kickstarter.
Le 26 août 2014, l'éditeur a dévoilé la feuille de personnage accompagnée d'un résumé de règles
On y apprend que :
- par rapport au jeu précédent, le personnage a une caractéristique supplémentaire, la volonté (willpower) ; cette dernière est utilisée pour la magie et les pouvoirs mentaux, et si elle tombe à 0, les pertes de VOL subséquentes sont déduites de l'END ;
- la défense est une valeur déduite des pertes d'END, et elle est déterminée par l'armure et le bouclier ; une blessure fait toujours perdre au moins 1 point d'END ;
- le personnage dispose de compétences (skills) qui s'ajoutent aux caractéristiques pour les tests dans un domaine précis ;
- la faveur de Kaï (Kai's favour) est une réserve de points permettant de rejouer les jets de dés ratés ; plus les caractéristiques d'un personnage sont faibles, plus la réserve est importante, ce qui équilibre le jeu ;
- un personnage a aussi des traits ; ce sont des capacités qui donnent un avantage, comme par exemple « dur à cuire » (n'est pas affecté par le mauvais temps, ne perd que 2 END s'il saute un repas, gagne 2 END), « esprit affuté » (bonus aux jets de VOL, peut dépenser un point de VOL supplémentaire pour améliorer ses attaques psychiques), béni par le soleil (s'il dépense un point de faveur de Kaï, peut considérer qu'il a fait 7 plutôt que de refaire le jet).

Le 5 mai 2015, Cubicle 7 annonce qu'ils vont envoyer la version PDF aux souscripteurs, et que la version papier est en pré-commande.

### Ouvrages
1. The Lone Wolf Adventure Game : coffret de base contenant trois livres: Book of Kai Training, Book of Kai Wisdom et Book of Kai Legends
2. Backers' Companion : supplément offert uniquement à certains souscripteurs de la campagne de financement participatif du projet
3. Narrator's screen : écran du meneur de jeu
4. Heroes of Magnamund : supplément
5. Adventures of the Kai : supplément
6. Magnamund Menagerie : supplément
7. Bestiary of the Beyond : supplément
8. Terror of the Darklords : supplément
9. The Realm of Sommerlund : supplément de contexte, dernier ouvrage co-écrit par Joe Dever, avec la participation de Vincent Lazzari et d'Éric Dubourg